# 지협

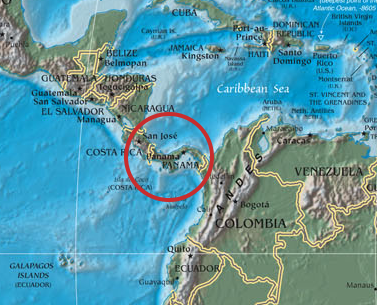
파나마 지협

지협(地峽)은 큰 육지 사이를 잇는 좁고 잘록한 땅을 말한다. 바다를 잇는 해협과는 반대되는 개념이다.
지협은 운하를 건설하는 좋은 후보지이기도 하다. 태평양과 대서양을 잇는 파나마 운하나 지중해와 인도양을 잇는 수에즈 운하가 좋은 예이다.

## 주요 지협
- 끄라 지협 - 말레이 반도와 아시아를 잇는다.
- 수에즈 지협 - 아시아와 아프리카를 잇는다.
- 코린트 지협 - 펠로폰네소스반도와 유럽을 잇는다.
- 테우안테펙 지협 - 유카탄반도와 중앙아메리카를 멕시코와 잇는다.
- 파나마 지협 - 남아메리카와 북아메리카를 잇는다.

## 읽어 보기
- 해협